# Румыния на летних Олимпийских играх 2016
Румыния на летних Олимпийских играх 2016 года будет представлена как минимум в пятнадцати видах спорта.

## Медали
| Золото  | |                                           |            |
| №       | Спортсмены | Вид спорта (дисциплина)                   | Дата       |
| 1       | Симона Герман Лоредана Дину Симона Поп Ана Мария Попеску                                                                         | Фехтование (командная шпага, женщины)     | 11 августа |
| Серебро | |                                           |            |
| №       | Спортсмены | Вид спорта (дисциплина)                   | Дата       |
| 1       | Флорин Мерджа Хория Текэу | Теннис (парный разряд, мужчины)           | 12 августа |
| Бронза  | |                                           |            |
| №       | Спортсмены | Вид спорта (дисциплина)                   | Дата       |
| 1       | Габриэл Сынкрэян | Тяжёлая атлетика (до 85 кг, мужчины)      | 12 августа |
| 2       | Роксана Коджану Йоана Струнгару Михаэла Петрилэ Юлиана Попа Мэдэлина Береш Лаура Опря Аделина Богус Андрея Богьян Даниэла Друнча | Академическая гребля (восьмёрки, женщины) | 13 августа |
| 3       | Альберт Саритов | Борьба (вольная, до 97 кг, мужчины)       | 21 августа |

## Состав сборной
Академическая гребля
1. Константин Адам
2. Влад-Драгос Айкобоаэ
3. Тоадер-Андрей Гонтару
4. Марьюс Козмьюк
5. Александру Паламариу
6. Кристи Илие Пыргие
7. Джанина-Элена Беляга
8. Мэдэлина Береш
9. Аделина Богуш
10. Андрея Богьян
11. Даниэла Друнча
12. Роксана Коджану
13. Йонела-Ливия Лехачи
14. Лаура Опря
15. Михаэла Петрилэ
16. Юлиана Попа
17. Йоана Струнгару

 Бокс
1. Михай Нистор

 Борьба
Вольная борьба
1. Иван Гуйдя
2. Альберт Саритов
3. Алина Вук

Греко-римская борьба
1. Алин Алексук-Чурариу
2. Йон Панайт

Велоспорт
 Шоссейный велоспорт
1. Сергей Цветков

 Гандбол
1. Валентина Ардян-Элисей
2. Аурелия Брэдяну
3. Элиза Бучески
4. Патриция Визитиу
5. Мелинда Гейгер
6. Флорина Кинтоан
7. Оана Маня
8. Лаура Мойсэ
9. Ионика Мунтяну
10. Кристина Нягу
11. Габриэла Перияну
12. Габриэлла Сюч
13. Паула Унгуряну
14. Камелия Хотя

 Дзюдо
1. Даниэль Натя
2. Андрея Кицу
3. Корина Кэприориу
4. Моника Унгуряну

 Лёгкая атлетика
1. Андрей Гаг
2. Мариус Ионеску
3. Марьюс Кочоран
4. Нарчис Михэйлэ
5. Мариан Опря
6. Николае Соаре
7. Андрэя Арсине
8. Клаудия Бобоча
9. Анчуца Бобочел
10. Кристина Бужин
11. Анамария Ионицэ
12. Даниэла Кырлан
13. Андреа Миклос
14. Елена Панцурою
15. Аделина Пастор
16. Флорина Пьедевара
17. Ана Вероника Родян
18. Алина Ротару
19. Бьянка Рэзор
20. Паула Тодоран
21. Клаудия Штеф

 Настольный теннис
1. Овидиу Ионеску
2. Адриан Кришан
3. Даниэла Додян
4. Элизабета Самара
5. Бернадетт Соч

 Плавание
1. Роберт Глинцэ
2. Мариус Раду
3. Норберт Тордафир
4. Ана-Юлия Даскэл

 Спортивная гимнастика
1. Марьян Дрэгулеску
2. Андрей Мунтян
3. Каталина Понор

 Стрельба
1. Алин Молдовяну

 Теннис
1. Флорин Мерджа
2. Хория Текэу
3. Ирина-Камелия Бегу
4. Кристина-Андрея Миту
5. Моника Никулеску
6. Йоана Ралука Олару

 Тяжёлая атлетика
- Квота 1
- Квота 2
- Квота 3

 Фехтование
1. Тибериу Долничану
2. Симона Герман
3. Мэлина Кэлугэряну
4. Симона Поп
5. Ана Мария Попеску

 Художественная гимнастика
1. Ана Луиза Фильорьяну

## Результаты соревнований

### Академическая гребля
В следующий раунд из каждого заезда проходят несколько лучших экипажей (в зависимости от дисциплины). В отборочный заезд попадают спортсмены, выбывшие в предварительном раунде. В финал A выходят 6 сильнейших экипажей, остальные разыгрывают места в утешительных финалах B-F.
Мужчины
| Соревнование | Спортсмены                                                                | Предварительный заезд | Предварительный заезд | Предварительный заезд | Отборочный заезд | Отборочный заезд | Отборочный заезд | Четвертьфинал | Четвертьфинал | Четвертьфинал | Полуфинал             | Полуфинал             | Полуфинал             | Финал                 | Финал                 | Итоговое место |
| Соревнование | Спортсмены                                                                | Заезд                 | Время                 | Место                 | Заезд            | Время            | Место            | Заезд         | Время         | Место         | Заезд                 | Время                 | Место                 | Время                 | Место                 | Итоговое место |
| ------------ | ------------------------------------------------------------------------- | --------------------- | --------------------- | --------------------- | ---------------- | ---------------- | ---------------- | ------------- | ------------- | ------------- | --------------------- | --------------------- | --------------------- | --------------------- | --------------------- | -------------- |
| двойки       | Кристи Илие Пыргие Александру Паламариу                                   | 2                     | 6:51,71               | 3 Q                   | не участвовали   | не участвовали   | не участвовали   | не проводится | не проводится | не проводится | 1                     | 6:48,17               | 6                     | Финал B               | Финал B               | 12             |
| двойки       | Кристи Илие Пыргие Александру Паламариу                                   | 2                     | 6:51,71               | 3 Q                   | не участвовали   | не участвовали   | не участвовали   | не проводится | не проводится | не проводится | 1                     | 6:48,17               | 6                     | 7:13,68               | 6                     | 12             |
| четвёрки     | Влад-Драгос Айкобоаэ Константин Адам Марьюс Козмьюк Тоадер-Андрей Гонтару | 1                     | 6:02,56               | 4                     | 1                | 6:39,64          | 4                | не проводится | не проводится | не проводится | завершили выступление | завершили выступление | завершили выступление | завершили выступление | завершили выступление | 13             |

Женщины
| Соревнование              | Спортсмены | Предварительный заезд | Предварительный заезд | Предварительный заезд | Отборочный заезд | Отборочный заезд | Отборочный заезд | Четвертьфинал | Четвертьфинал | Четвертьфинал | Полуфинал     | Полуфинал     | Полуфинал     | Финал | Финал | Итоговое место |
| Соревнование              | Спортсмены | Заезд                 | Время                 | Место                 | Заезд            | Время            | Место            | Заезд         | Время         | Место         | Заезд         | Время         | Место         | Время | Место | Итоговое место |
| ------------------------- | --- | --------------------- | --------------------- | --------------------- | ---------------- | ---------------- | ---------------- | ------------- | ------------- | ------------- | ------------- | ------------- | ------------- | ----- | ----- | -------------- |
| двойки                    | Мэдэлина Береш Лаура Опря | 3                     | 7:18,16               | 5                     | 1                | 7:55,25          | 1 Q              | не проводится | не проводится | не проводится |               |               |               | Финал | Финал |                |
| двойки                    | Мэдэлина Береш Лаура Опря | 3                     | 7:18,16               | 5                     | 1                | 7:55,25          | 1 Q              | не проводится | не проводится | не проводится |               |               |               |       |       |                |
| двойки парные, лёгкий вес | Йонела-Ливия Лехачи Джанина-Элена Беляга                                                                                                   | 2                     | 7:07,29               | 3                     | 2                | 8:00,47          | 1 Q              | не проводится | не проводится | не проводится | Полуфинал A/B | Полуфинал A/B | Полуфинал A/B | Финал | Финал |                |
| двойки парные, лёгкий вес | Йонела-Ливия Лехачи Джанина-Элена Беляга                                                                                                   | 2                     | 7:07,29               | 3                     | 2                | 8:00,47          | 1 Q              | не проводится | не проводится | не проводится |               |               |               |       |       |                |
| восьмёрки                 | Роксана Коджану Йоана Струнгару Михаэла Петрилэ Юлиана Попа Мэдэлина Береш Лаура Опря Аделина Богус Андрея Богьян Даниэла Друнча (рулевая) | 1                     | 6:16,24               | 3                     |                  |                  |                  | не проводится | не проводится | не проводится | не проводится | не проводится | не проводится | Финал | Финал |                |
| восьмёрки                 | Роксана Коджану Йоана Струнгару Михаэла Петрилэ Юлиана Попа Мэдэлина Береш Лаура Опря Аделина Богус Андрея Богьян Даниэла Друнча (рулевая) | 1                     | 6:16,24               | 3                     |                  |                  |                  | не проводится | не проводится | не проводится | не проводится | не проводится | не проводится |       |       |                |

### Бокс
Квоты, завоёванные спортсменами являются именными. Если от одной страны путёвки на Игры завоюют два и более спортсмена, то право выбора боксёра предоставляется национальному Олимпийскому комитету. Соревнования по боксу проходят по системе плей-офф. Для победы в олимпийском турнире боксёру необходимо одержать либо четыре, либо пять побед в зависимости от жеребьёвки соревнований. Оба спортсмена, проигравшие в полуфинальных поединках, становятся обладателями бронзовых наград.
Мужчины
| Категория   | Спортсмены   | Первый раунд       | Второй раунд       | Четвертьфинал      | Полуфинал          | Финал              | Место |
| Категория   | Спортсмены   | Соперник Результат | Соперник Результат | Соперник Результат | Соперник Результат | Соперник Результат | Место |
| ----------- | ------------ | ------------------ | ------------------ | ------------------ | ------------------ | ------------------ | ----- |
| свыше 91 кг | Михай Нистор |                    |                    |                    |                    |                    |       |

### Борьба
В соревнованиях по борьбе, как и на предыдущих трёх Играх, будет разыгрываться 18 комплектов наград. По 6 у мужчин в вольной и греко-римской борьбе и 6 у женщин в вольной борьбе. Турнир пройдёт по олимпийской системе с выбыванием. В утешительный раунд попадают участники, проигравшие в своих поединках будущим финалистам соревнований. Каждый поединок состоит из двух раундов по 3 минуты, победителем становится спортсмен, набравший большее количество технических очков. По окончании схватки, в зависимости от результатов спортсменам начисляются классификационные очки.
Мужчины
Вольная борьба
| Категория | Спортсмены      | Первый раунд       | 1/8 финала         | Четвертьфинал      | Полуфинал          | Финал              | Место |
| Категория | Спортсмены      | Соперник Результат | Соперник Результат | Соперник Результат | Соперник Результат | Соперник Результат | Место |
| --------- | --------------- | ------------------ | ------------------ | ------------------ | ------------------ | ------------------ | ----- |
| до 57 кг  | Иван Гуйдя      |                    |                    |                    |                    |                    |       |
| до 97 кг  | Альберт Саритов |                    |                    |                    |                    |                    |       |

Греко-римская борьба
| Категория | Спортсмены           | Первый раунд       | 1/8 финала         | Четвертьфинал      | Полуфинал          | Финал              | Место |
| Категория | Спортсмены           | Соперник Результат | Соперник Результат | Соперник Результат | Соперник Результат | Соперник Результат | Место |
| --------- | -------------------- | ------------------ | ------------------ | ------------------ | ------------------ | ------------------ | ----- |
| до 66 кг  | Йон Панайт           |                    |                    |                    |                    |                    |       |
| до 98 кг  | Алин Алексук-Чурариу |                    |                    |                    |                    |                    |       |

Женщины
Вольная борьба
| Соревнование | Спортсмены | Первый раунд       | 1/8 финала         | Четвертьфинал      | Полуфинал          | Финал              | Место |
| Соревнование | Спортсмены | Соперник Результат | Соперник Результат | Соперник Результат | Соперник Результат | Соперник Результат | Место |
| ------------ | ---------- | ------------------ | ------------------ | ------------------ | ------------------ | ------------------ | ----- |
| до 48 кг     | Алина Вук  |                    |                    |                    |                    |                    |       |

### Велоспорт

#### Шоссейный велоспорт
Мужчины
| Соревнование    | Спортсмены     | Время | Место | Отставание |
| --------------- | -------------- | ----- | ----- | ---------- |
| групповая гонка | Сергей Цветков | DNF   | DNF   | DNF        |

### Водные виды спорта

#### Плавание
В следующий раунд на каждой дистанции проходят спортсмены, показавшие лучший результат, независимо от места, занятого в своём заплыве.
Мужчины
| Дистанция                   | Спортсмены                                               | Предварительный раунд | Предварительный раунд | Предварительный раунд | Полуфинал             | Полуфинал             | Полуфинал             | Финал                 | Финал                 |
| Дистанция                   | Спортсмены                                               | Заплыв                | Результат             | Место                 | Заплыв                | Результат             | Место                 | Результат             | Место                 |
| --------------------------- | -------------------------------------------------------- | --------------------- | --------------------- | --------------------- | --------------------- | --------------------- | --------------------- | --------------------- | --------------------- |
| 50 метров вольным стилем    | Норберт Тордафир                                         |                       |                       |                       |                       |                       |                       |                       |                       |
| 100 метров вольным стилем   | Мариус Раду                                              | 5                     | 49,57                 | 38                    | завершил выступление  | завершил выступление  | завершил выступление  | завершил выступление  | завершил выступление  |
| 100 метров на спине         | Роберт Глинцэ                                            | 4                     | 53,51                 | 9 Q                   | 2                     | 53,34                 | 8 Q                   | 53,50                 | 8                     |
| 200 метров на спине         | Роберт Глинцэ                                            | 1                     | 1:57,91               | 18                    | завершил выступление  | завершил выступление  | завершил выступление  | завершил выступление  | завершил выступление  |
| Эстафета                    | Предварительный раунд                                    | Предварительный раунд | Предварительный раунд | Предварительный раунд | Финал                 | Финал                 | Финал                 | Финал                 | Финал                 |
| Эстафета                    | Состав                                                   | Заплыв                | Результат             | Место                 | Состав                | Состав                | Состав                | Результат             | Место                 |
| 4×100 метров вольным стилем | Мариус Раду Даниэль Маковей Алин Косте Норберт Трандафир | 1                     | 3:17,03               | 14                    | завершили выступление | завершили выступление | завершили выступление | завершили выступление | завершили выступление |

Женщины
| Дистанция                 | Спортсмены      | Предварительный раунд | Предварительный раунд | Предварительный раунд | Полуфинал             | Полуфинал             | Полуфинал             | Финал                 | Финал                 |
| Дистанция                 | Спортсмены      | Заплыв                | Результат             | Место                 | Заплыв                | Результат             | Место                 | Результат             | Место                 |
| ------------------------- | --------------- | --------------------- | --------------------- | --------------------- | --------------------- | --------------------- | --------------------- | --------------------- | --------------------- |
| 100 метров вольным стилем | Ана-Юлия Даскэл | 2                     | 58,72                 | 36                    | завершила выступление | завершила выступление | завершила выступление | завершила выступление | завершила выступление |

### Гандбол

#### Женщины
Женская сборная Румынии квалифицировалась на Игры, заняв первое место в квалификационном турнире, который прошёл с 18 по 20 марта 2016 года в Ольборге.
Состав
Результаты
Групповой этап (Группа A)
| Место | Команда    | И | В | Н | П | ГЗ  | ГП  | +/- | Очки |
| ----- | ---------- | - | - | - | - | --- | --- | --- | ---- |
| 1     | Бразилия   | 5 | 4 | 0 | 1 | 138 | 117 | +21 | 8    |
| 2     | Норвегия   | 5 | 4 | 0 | 1 | 141 | 121 | +20 | 8    |
| 3     | Испания    | 5 | 3 | 0 | 2 | 125 | 116 | +9  | 6    |
| 4     | Ангола     | 5 | 2 | 0 | 3 | 116 | 128 | -12 | 4    |
| 5     | Румыния    | 5 | 2 | 0 | 3 | 108 | 119 | -11 | 4    |
| 6     | Черногория | 5 | 0 | 0 | 5 | 107 | 134 | -27 | 0    |

| 6 августа 2016 19:50 UTC-3 | Румыния           | 19:23             | Ангола            | Арена ду Футуру, Рио-де-Жанейро Зрителей: 4465 Судьи: Ку Бонок, Ли Сок (KOR) |
| 6 августа 2016 19:50 UTC-3 | Кристина Нягу — 8 | (9:11)            | 5 — Изабель Гиало | Арена ду Футуру, Рио-де-Жанейро Зрителей: 4465 Судьи: Ку Бонок, Ли Сок (KOR) |
| 6 августа 2016 19:50 UTC-3 | 2×                | Статистика, Отчёт | 5× 3×             | Арена ду Футуру, Рио-де-Жанейро Зрителей: 4465 Судьи: Ку Бонок, Ли Сок (KOR) |

| 8 августа 2016 16:40 UTC-3 | Бразилия           | 26:13             | Румыния           | Арена ду Футуру, Рио-де-Жанейро Зрителей: 7858 Судьи: Ш. Бонавентура, Ж. Бонавентура (FRA) |
| 8 августа 2016 16:40 UTC-3 | Ана Паула Бело — 8 | (14:9)            | 6 — Кристина Нягу | Арена ду Футуру, Рио-де-Жанейро Зрителей: 7858 Судьи: Ш. Бонавентура, Ж. Бонавентура (FRA) |
| 8 августа 2016 16:40 UTC-3 | 2× 1×              | Статистика, Отчёт | 4× 2×             | Арена ду Футуру, Рио-де-Жанейро Зрителей: 7858 Судьи: Ш. Бонавентура, Ж. Бонавентура (FRA) |

| 10 августа 2016 11:30 UTC-3 | Румыния            | 25:21             | Черногория             | Арена ду Футуру, Рио-де-Жанейро Зрителей: 5218 Судьи: Рашед, Эль-Саед (EGY) |
| 10 августа 2016 11:30 UTC-3 | Кристина Нягу — 10 | (11:9)            | 9 — Катарина Булатович | Арена ду Футуру, Рио-де-Жанейро Зрителей: 5218 Судьи: Рашед, Эль-Саед (EGY) |
| 10 августа 2016 11:30 UTC-3 | 4× 3×              | Статистика, Отчёт | 4×                     | Арена ду Футуру, Рио-де-Жанейро Зрителей: 5218 Судьи: Рашед, Эль-Саед (EGY) |

| 12 августа 2016 14:40 UTC-3 | Румыния | − : − | Испания | Фьючер Арена, Рио-де-Жанейро |
| 12 августа 2016 14:40 UTC-3 |         |       |         | Фьючер Арена, Рио-де-Жанейро |
| 12 августа 2016 14:40 UTC-3 |         |       |         | Фьючер Арена, Рио-де-Жанейро |

| 14 августа 2016 16:40 UTC-3 | Норвегия | − : − | Румыния | Фьючер Арена, Рио-де-Жанейро |
| 14 августа 2016 16:40 UTC-3 |          |       |         | Фьючер Арена, Рио-де-Жанейро |
| 14 августа 2016 16:40 UTC-3 |          |       |         | Фьючер Арена, Рио-де-Жанейро |

### Гимнастика

#### Спортивная гимнастика
В квалификационном раунде проходил отбор, как в финал командного многоборья, так и в финалы личных дисциплин. В финал индивидуального многоборья отбиралось 24 спортсмена с наивысшими результатами, а в финалы отдельных упражнений по 8 спортсменов, причём в финале личных дисциплин страна не могла быть представлена более, чем 2 спортсменами. В командном многоборье в квалификации на каждом снаряде выступали по 4 спортсмена, а в зачёт шли три лучших результата. В финале командных соревнований на каждом снаряде выступало по три спортсмена и все три результата шли в зачёт.
Мужчины
Многоборья
| Соревнование      | Спортсмены    | Квалификация        | Квалификация | Квалификация | Квалификация   | Квалификация        | Квалификация | Квалификация | Квалификация | Финал                | Финал                | Финал                | Финал                | Финал                | Финал                | Финал                | Финал                |
| Соревнование      | Спортсмены    | Вольные выступления | Конь         | Кольца       | Опорный прыжок | Параллельные брусья | Перекладина  | Всего        | Место        | Вольные выступления  | Конь                 | Кольца               | Опорный прыжок       | Параллельные брусья  | Перекладина          | Всего                | Место                |
| ----------------- | ------------- | ------------------- | ------------ | ------------ | -------------- | ------------------- | ------------ | ------------ | ------------ | -------------------- | -------------------- | -------------------- | -------------------- | -------------------- | -------------------- | -------------------- | -------------------- |
| личное многоборье | Андрей Мунтян | 13,733              | 12,500       | 13,700       | 14,483         | 15,466              | 13,833       | 83,865       | 36           | Завершил выступление | Завершил выступление | Завершил выступление | Завершил выступление | Завершил выступление | Завершил выступление | Завершил выступление | Завершил выступление |

Индивидуальные упражнения
| Соревнование        | Спортсмены        | Квалификация | Квалификация | Финал                | Финал                |
| Соревнование        | Спортсмены        | Очки         | Место        | Очки                 | Место                |
| ------------------- | ----------------- | ------------ | ------------ | -------------------- | -------------------- |
| вольные упражнения  | Андрей Мунтян     | 13,733       | 53           | Завершил выступление | Завершил выступление |
| вольные упражнения  | Марьян Дрэгулеску | 12,800       | 67           | Завершил выступление | Завершил выступление |
| конь                | Андрей Мунтян     | 12,500       | 67           | Завершил выступление | Завершил выступление |
| кольца              | Андрей Мунтян     | 13,700       | 55           | Завершил выступление | Завершил выступление |
| опорный прыжок      | Марьян Дрэгулеску | 15,283       | 5 Q          |                      |                      |
| опорный прыжок      | Андрей Мунтян     | 14,483       | 13           | Завершил выступление | Завершил выступление |
| параллельные брусья | Андрей Мунтян     | 15,466       | 9 Q          |                      |                      |
| перекладина         | Андрей Мунтян     | 13,833       | 49           | Завершил выступление | Завершил выступление |
| перекладина         | Марьян Дрэгулеску | 12,166       | 70           | Завершил выступление | Завершил выступление |

Женщины
Индивидуальные упражнения
| Соревнование       | Спортсмены     | Квалификация | Квалификация | Финал                 | Финал                 |
| Соревнование       | Спортсмены     | Очки         | Место        | Очки                  | Место                 |
| ------------------ | -------------- | ------------ | ------------ | --------------------- | --------------------- |
| бревно             | Каталина Понор | 14,900       | 5 Q          |                       |                       |
| вольные упражнения | Каталина Понор | 14,200       | 14           | Завершила выступление | Завершила выступление |

#### Художественная гимнастика
Женщины
| Соревнование              | Спортсмены           | Квалификация | Квалификация | Финал                 | Финал                 |
| Соревнование              | Спортсмены           | Очки         | Место        | Очки                  | Место                 |
| ------------------------- | -------------------- | ------------ | ------------ | --------------------- | --------------------- |
| индивидуальное многоборье | Ана Луиза Фильорьяну | 67,458       | 22           | Завершила выступление | Завершила выступление |

### Гребля на байдарках и каноэ

#### Гребля на гладкой воде
Соревнования по гребле на байдарках и каноэ на гладкой воде проходили в лагуне Родригу-ди-Фрейташ, которая находится на территории города Рио-де-Жанейро. В каждой дисциплине соревнования проходили в три этапа: предварительный раунд, полуфинал и финал.
Из-за допингового скандала 16 июля 2016 года Международная федерация гребли на каноэ (ICF) дисквалифицировала гребную сборную Румынии на год, в результате чего румынские спортсмены лишились возможности выступить на Играх 2016 года.

### Дзюдо
Соревнования по дзюдо проводились по системе с выбыванием. В утешительные раунды попадали спортсмены, проигравшие полуфиналистам турнира. Два спортсмена, одержавших победу в утешительном раунде, в поединке за бронзу сражались с дзюдоистами, проигравшими в полуфинале.
Мужчины
| Категория    | Спортсмены   | 1/32 финала        | 1/16 финала        | 1/8 финала         | Четвертьфинал      | Полуфинал          | Финал              | Место |
| Категория    | Спортсмены   | Соперник Результат | Соперник Результат | Соперник Результат | Соперник Результат | Соперник Результат | Соперник Результат | Место |
| ------------ | ------------ | ------------------ | ------------------ | ------------------ | ------------------ | ------------------ | ------------------ | ----- |
| свыше 100 кг | Даниэль Натя |                    |                    |                    |                    |                    |                    |       |

Женщины
| Категория | Спортсмены       | 1/16 финала              | 1/8 финала             | Четвертьфинал              | Полуфинал               | Финал                    | Место |
| Категория | Спортсмены       | Соперник Результат       | Соперник Результат     | Соперник Результат         | Соперник Результат      | Соперник Результат       | Место |
| --------- | ---------------- | ------------------------ | ---------------------- | -------------------------- | ----------------------- | ------------------------ | ----- |
| до 48 кг  | Моника Унгуряну  | BELШ. Ван Сник П 000:100 | завершила выступление  | завершила выступление      | завершила выступление   | завершила выступление    | 17    |
| до 52 кг  | Андрея Кицу      | не участвовала           | ESPЛ. Гомес В 101:000  | ITAО. Джуффрида П 000:001  | Утешительный турнир     | Утешительный турнир      | 7     |
| до 52 кг  | Андрея Кицу      | не участвовала           | ESPЛ. Гомес В 101:000  | ITAО. Джуффрида П 000:001  | BRAЭ. Миранда П 010:100 | завершила выступление    | 7     |
| до 57 кг  | Корина Кэприориу | не участвовала           | KOSН. Гякова В 002:000 | TPEЛянь Чжэньлин В 100:000 | BRAР. Силва П 000:010   | За 3-е место             | 5     |
| до 57 кг  | Корина Кэприориу | не участвовала           | KOSН. Гякова В 002:000 | TPEЛянь Чжэньлин В 100:000 | BRAР. Силва П 000:010   | PORТ. Монтейру П 000:001 | 5     |

### Лёгкая атлетика
Мужчины
Шоссейные дисциплины
| Дисциплина              | Спортсмен      | Время | Место | Отставание |
| ----------------------- | -------------- | ----- | ----- | ---------- |
| марафон                 | Мариус Ионеску |       |       |            |
| марафон                 | Николае Соаре  |       |       |            |
| ходьба на 50 километров | Марьюс Кочоран |       |       |            |
| ходьба на 50 километров | Нарчис Михэйлэ |       |       |            |

Технические дисциплины
| Дисциплина     | Спортсмен   | Квалификация | Квалификация | Финал     | Финал |
| Дисциплина     | Спортсмен   | Результат    | Место        | Результат | Место |
| -------------- | ----------- | ------------ | ------------ | --------- | ----- |
| тройной прыжок | Мариан Опря |              |              |           |       |
| толкание ядра  | Андрей Гаг  |              |              |           |       |

Женщины
Беговые дисциплины
| Дисциплина                         | Спортсмен                                                 | Предварительный раунд | Предварительный раунд | Предварительный раунд | Четвертьфиналы | Четвертьфиналы | Четвертьфиналы | Полуфиналы    | Полуфиналы    | Полуфиналы    | Финал | Финал |
| Дисциплина                         | Спортсмен                                                 | Забег                 | Время                 | Место                 | Забег          | Время          | Место          | Забег         | Время         | Место         | Время | Место |
| ---------------------------------- | --------------------------------------------------------- | --------------------- | --------------------- | --------------------- | -------------- | -------------- | -------------- | ------------- | ------------- | ------------- | ----- | ----- |
| бег на 400 метров                  | Бьянка Рэзор                                              |                       |                       |                       | не проводится  | не проводится  | не проводится  |               |               |               |       |       |
| бег на 800 метров                  | Клаудия Бобоча                                            |                       |                       |                       | не проводится  | не проводится  | не проводится  |               |               |               |       |       |
| бег на 800 метров                  | Флорина Пьедевара                                         |                       |                       |                       | не проводится  | не проводится  | не проводится  |               |               |               |       |       |
| бег на 1500 метров                 | Флорина Пьедевара                                         |                       |                       |                       | не проводится  | не проводится  | не проводится  |               |               |               |       |       |
| бег на 3000 метров с препятствиями | Анчуца Бобочел                                            |                       |                       |                       | не проводится  | не проводится  | не проводится  | не проводится | не проводится | не проводится |       |       |
| Эстафета                           | Предварительный раунд                                     | Предварительный раунд | Предварительный раунд | Предварительный раунд | Полуфинал      | Полуфинал      | Полуфинал      | Финал         | Финал         | Финал         | Финал | Финал |
| Эстафета                           | Состав                                                    | Забег                 | Время                 | Место                 | Забег          | Время          | Место          | Состав        | Состав        | Состав        | Время | Место |
| эстафета 4×400 метров              | Аделина Пастор Анамария Ионицэ Андреа Миклос Бьянка Рэзор |                       |                       |                       | не проводится  | не проводится  | не проводится  |               |               |               |       |       |

Шоссейные дисциплины
| Дисциплина              | Спортсмен          | Время | Место | Отставание |
| ----------------------- | ------------------ | ----- | ----- | ---------- |
| марафон                 | Паула Тодоран      |       |       |            |
| марафон                 | Даниэла Кырлан     |       |       |            |
| ходьба на 20 километров | Андрэя Арсине      |       |       |            |
| ходьба на 20 километров | Ана Вероника Родян |       |       |            |
| ходьба на 20 километров | Клаудия Штеф       |       |       |            |

Технические дисциплины
| Дисциплина     | Спортсмен      | Квалификация | Квалификация | Финал     | Финал |
| Дисциплина     | Спортсмен      | Результат    | Место        | Результат | Место |
| -------------- | -------------- | ------------ | ------------ | --------- | ----- |
| прыжок в длину | Алина Ротару   |              |              |           |       |
| тройной прыжок | Елена Панцурою |              |              |           |       |
| тройной прыжок | Кристина Бужин |              |              |           |       |

### Настольный теннис
Соревнования по настольному теннису проходили по системе плей-офф. Каждый матч продолжается до тех пор, пока один из теннисистов не выигрывает 4 партии. Сильнейшие 16 спортсменов начинали соревнования с третьего раунда, следующие 16 по рейтингу стартовали со второго раунда.
Мужчины
| Соревнование     | Спортсмены     | Квалификация       | Первый раунд        | Второй раунд              | Третий раунд            | 1/8 финала              | 1/4 финала           | Полуфинал            | Финал                |
| Соревнование     | Спортсмены     | Соперник Результат | Соперник Результат  | Соперник Результат        | Соперник Результат      | Соперник Результат      | Соперник Результат   | Соперник Результат   | Соперник Результат   |
| ---------------- | -------------- | ------------------ | ------------------- | ------------------------- | ----------------------- | ----------------------- | -------------------- | -------------------- | -------------------- |
| одиночный разряд | Овидиу Ионеску | не участвовал      | IRIН. Аламиан В 4:1 | AUTР. Гардос (31) В 4:1   | PORМ. Фрейташ (8) П 0:4 | завершил выступление    | завершил выступление | завершил выступление | завершил выступление |
| одиночный разряд | Адриан Кришан  | не участвовал      | INDШ. Камал В 4:1   | FRAЭ. Лебессон (23) В 4:3 | KORЛи Сан Су (12) В 4:3 | CHNЧжан Цзикэ (2) П 0:4 | завершил выступление | завершил выступление | завершил выступление |

Женщины
| Соревнование     | Спортсмены                                   | Квалификация       | Первый раунд       | Второй раунд          | Третий раунд             | 1/8 финала            | 1/4 финала            | Полуфинал             | Финал                 |
| Соревнование     | Спортсмены                                   | Соперник Результат | Соперник Результат | Соперник Результат    | Соперник Результат       | Соперник Результат    | Соперник Результат    | Соперник Результат    | Соперник Результат    |
| ---------------- | -------------------------------------------- | ------------------ | ------------------ | --------------------- | ------------------------ | --------------------- | --------------------- | --------------------- | --------------------- |
| одиночный разряд | Даниэла Додян                                | не участвовала     | INDМ. Дас В 4:0    | POLЛи Цянь (19) В 4:1 | JPNА. Фукухара (6) П 0:4 | завершила выступление | завершила выступление | завершила выступление | завершила выступление |
| одиночный разряд | Элизабета Самара (18)                        | не участвовала     | не участвовала     | BRAЛинь Гуй В 4:0     | CHNДин Нин (1) П 0:4     | завершила выступление | завершила выступление | завершила выступление | завершила выступление |
| командный разряд | Даниэла Додян Элизабета Самара Бернадетт Соч | не проводится      | не проводится      | не проводится         | не проводится            | Республика Корея · :  |                       |                       |                       |

### Стрельба
В январе 2013 года международная федерация спортивной стрельбы приняла новые правила проведения соревнований на 2013—2016 года, которые, в частности, изменили порядок проведения финалов. Во многих дисциплинах спортсмены, прошедшие в финал, теперь начинают решающий раунд без очков, набранных в квалификации, а финал проходит по системе с выбыванием. Также в финалах после каждого раунда стрельбы из дальнейшей борьбы выбывает спортсмен с наименьшим количеством баллов. В скоростном пистолете решающие поединки проходят по системе попал-промах. В стендовой стрельбе добавился полуфинальный раунд, где определяются по два участника финального матча и поединка за третье место.
Женщины
| Соревнование                       | Спортсмены     | Квалификация | Квалификация | Полуфинал     | Полуфинал     | Финал                | Финал                |
| Соревнование                       | Спортсмены     | Результат    | Место        | Результат     | Место         | Соперник/ Результат  | Место                |
| ---------------------------------- | -------------- | ------------ | ------------ | ------------- | ------------- | -------------------- | -------------------- |
| пневматическая винтовка, 10 метров | Алин Молдовяну | 622,7        | 19           | не проводится | не проводится | завершил выступление | завершил выступление |

### Теннис
Соревнования пройдут на кортах олимпийского теннисного центра. Теннисные матчи будут проходить на кортах с твёрдым покрытием DecoTurf, на которых также проходит и Открытый чемпионат США.
Мужчины
| Соревнование  | Спортсмены                    | 1/32 финала        | 1/16 финала                           | 1/8 финала                                        | Четвертьфинал                              | Полуфинал                         | Финал                                   | Место |
| Соревнование  | Спортсмены                    | Соперник Результат | Соперник Результат                    | Соперник Результат                                | Соперник Результат                         | Соперник Результат                | Соперник Результат                      | Место |
| ------------- | ----------------------------- | ------------------ | ------------------------------------- | ------------------------------------------------- | ------------------------------------------ | --------------------------------- | --------------------------------------- | ----- |
| парный разряд | Хория Текэу Флорин Мерджа (5) | Не проводится      | ARGФ. Дельбонис / Г. Дуран В 6:3, 6:2 | MEXС. Гонсалес / М. А. Рейес-Варела В 6:3, 711:69 | BRAМ. Мело / Б. Соарес (3) В 6:4, 5:7, 6:2 | USAС. Джонсон / Д. Сок В 6:3, 7:5 | ESPМ. Лопес / Р. Надаль П 2:6, 6:3, 4:6 | 2     |

Женщины
| Соревнование     | Спортсмены                              | 1/32 финала                   | 1/16 финала                                        | 1/8 финала                                 | Четвертьфинал         | Полуфинал             | Финал                 | Место                 |
| Соревнование     | Спортсмены                              | Соперник Результат            | Соперник Результат                                 | Соперник Результат                         | Соперник Результат    | Соперник Результат    | Соперник Результат    | Место                 |
| ---------------- | --------------------------------------- | ----------------------------- | -------------------------------------------------- | ------------------------------------------ | --------------------- | --------------------- | --------------------- | --------------------- |
| одиночный разряд | Моника Никулеску                        | PARВ. Сепеде Роиг В 6:2, 6:3  | RUSС. Кузнецова (8) П w/o                          | завершила выступление                      | завершила выступление | завершила выступление | завершила выступление | завершила выступление |
| одиночный разряд | Кристина-Андрея Миту                    | ESPГ. Мугуруса (3) П 2:6, 2:6 | завершила выступление                              | завершила выступление                      | завершила выступление | завершила выступление | завершила выступление | завершила выступление |
| одиночный разряд | Ирина-Камелия Бегу                      | JPNН. Хибино П 4:6, 6:3, 3:6  | завершила выступление                              | завершила выступление                      | завершила выступление | завершила выступление | завершила выступление | завершила выступление |
| парный разряд    | Йоана Ралука Олару Кристина-Андрея Миту | Не проводится                 | HUNТ. Бабош / Р. Л. Яни В 6:3, 6:4                 | RUSЕ. Макарова / Е. Веснина (7) П 1:6, 4:6 | завершили выступление | завершили выступление | завершили выступление | завершили выступление |
| парный разряд    | Ирина-Камелия Бегу Моника Никулеску     | Не проводится                 | TPEЧжань Хаоцин / Чжань Юнжань (3) П 7:5, 4:6, 3:6 | завершили выступление                      | завершили выступление | завершили выступление | завершили выступление | завершили выступление |

### Тяжёлая атлетика
Каждый НОК самостоятельно выбирает категорию в которой выступит её тяжелоатлет. В рамках соревнований проводятся два упражнения — рывок и толчок. В каждом из упражнений спортсмену даётся 3 попытки. Победитель определяется по сумме двух упражнений. При равенстве результатов победа присуждается спортсмену, с меньшим собственным весом.
19 ноября 2015 года международная федерация тяжёлой атлетики на встрече в Хьюстоне приняла решение сократить олимпийскую квоту сборной Румынии, из-за многочисленных нарушений антидопинговых правил.
Мужчины
| Категория | Спортсмены      | Вес   | Рывок | Рывок | Рывок | Толчок | Толчок | Толчок | Всего | Место |
| Категория | Спортсмены      | Вес   | 1     | 2     | 3     | 1      | 2      | 3      | Всего | Место |
| --------- | --------------- | ----- | ----- | ----- | ----- | ------ | ------ | ------ | ----- | ----- |
| до 77 кг  | Думитру Каптари | 76,68 | 145   | 150   | 150   | —      | —      | —      | DNF   | —     |
|           |                 |       |       |       |       |        |        |        |       |       |

Женщины
| Категория | Спортсмены            | Вес   | Рывок | Рывок | Рывок | Толчок | Толчок | Толчок | Всего | Место |
| Категория | Спортсмены            | Вес   | 1     | 2     | 3     | 1      | 2      | 3      | Всего | Место |
| --------- | --------------------- | ----- | ----- | ----- | ----- | ------ | ------ | ------ | ----- | ----- |
| до 69 кг  | Флорина-Сорина Хулпан | 67,52 | 100   | 100   | 100   | —      | —      | —      | DNF   | —     |

### Фехтование
В индивидуальных соревнованиях спортсмены сражаются три раунда по три минуты, либо до того момента, как один из спортсменов нанесёт 15 уколов. В командных соревнованиях поединок идёт 9 раундов по 3 минуты каждый, либо до 45 уколов. Если по окончании времени в поединке зафиксирован ничейный результат, то назначается дополнительная минута до «золотого» укола.
Мужчины
| Соревнование         | Спортсмены            | 1/32 финала        | 1/16 финала             | 1/8 финала                       | Четвертьфинал             | Полуфинал            | Финал                | Место |
| Соревнование         | Спортсмены            | Соперник Результат | Соперник Результат      | Соперник Результат               | Соперник Результат        | Соперник Результат   | Соперник Результат   | Место |
| -------------------- | --------------------- | ------------------ | ----------------------- | -------------------------------- | ------------------------- | -------------------- | -------------------- | ----- |
| индивидуальная сабля | Тибериу Долничану (5) | не проводится      | CHNСунь Вэй (28) В 15:7 | BELС. ван Хольсбеке (21) В 15:13 | HUNА. Силадьи (4) П 10:15 | завершил выступление | завершил выступление | 5     |

Женщины
| Соревнование          | Спортсмены                                 | 1/32 финала                  | 1/16 финала              | 1/8 финала                  | Четвертьфинал         | Полуфинал             | Финал                 | Место |
| Соревнование          | Спортсмены                                 | Соперник Результат           | Соперник Результат       | Соперник Результат          | Соперник Результат    | Соперник Результат    | Соперник Результат    | Место |
| --------------------- | ------------------------------------------ | ---------------------------- | ------------------------ | --------------------------- | --------------------- | --------------------- | --------------------- | ----- |
| индивидуальная шпага  | Ана Мария Попеску (5)                      | Не участвовала               | FRAО. Малло (28) В 15:8  | KORЧхве Ин Джон (21) П 8:15 | завершила выступление | завершила выступление | завершила выступление | 9     |
| индивидуальная шпага  | Симона Герман (7)                          | Не участвовала               | FRAЛ. Рамби (26) П 10:13 | завершила выступление       | завершила выступление | завершила выступление | завершила выступление | 19    |
| индивидуальная шпага  | Симона Поп (29)                            | CANЛ. Маккиннон (36) П 10:15 | завершила выступление    | завершила выступление       | завершила выступление | завершила выступление | завершила выступление | 33    |
| командная шпага       | Ана Мария Попеску Симона Герман Симона Поп | Не проводится                | Не проводится            |                             |                       |                       |                       |       |
| индивидуальная рапира | Мэлина Кэлугэряну (34)                     | BRAА. Булкан (31) П 12:15    | завершила выступление    | завершила выступление       | завершила выступление | завершила выступление | завершила выступление | 34    |